# Рейнхардт, Эд
Эд Рейнхардт (англ. Ad Reinhardt; 1913, Буффало, Нью-Йорк — 1967, Нью-Йорк) — один из крупнейших американских художников-авангардистов.

## Жизнь и творчество
В юности изучал историю искусств — в Колумбийском университете, Нью-Йорк (1931—1935), затем с 1936 года посещает Национальную академию дизайна и Американскую художественную школу в Нью-Йорке. В конце 30-х годов XX века создаёт свои первые конструктивистско-геометрические полотна. Многое в этот период художник заимствует у П. Мондриана, находит в конструктивизме и позднем кубизме. Работы Э. Рейнхарда, как и у Мондриана, отличаются в построении разделением строгими вертикальными и горизонтальными осями.
Во время Второй мировой войны этнологи Рут Бенедикт и Джейн Велтфиш выпустили брошюру «Расы человечества» (The Races of Mankind) сопровождённую карикатурами Рейнхардта. Памфлет был направлен против расовых стереотипов и изначально был предназначен для армии, однако был запрещён для использования в армии США. Члены Конгресса спорили с заявлениями брошюры о равенстве рас, а в наличии пупка на изображениях Адама и Евы усмотрели доказательство наличия «коммунистической пропаганды».
В 1947 году на смену конструктивизму приходит художественная техника, близкая абстрактному экспрессионизму. В 1950 году Э. Рейнхардт возвращается к геометрическому отображению, в котором плоско наложенные цвета чётко разделены художником. Пуристическую ясность цвета находит он в монохромных полотнах красного, синего и чёрного цветов, созданных в 1951—1952 годах. Эти работы считаются одной из вершин достижений художника, в них полностью исключён рисунок и всё субъективное, внимание зрителя обращено исключительно на восприятие красок. В 1953 году создаётся знаменитая серия «чёрных полотен», в которых всё внеэстетическое удалено. Тот же взгляд «искусства как искусство» высказывает Э. Рейнхардт в своих теоретических работах. Его «12 правил для новой Академии» звучат следующим образом:
Никакого подтекста. Никакой работы кистью или каллиграфии. Никаких эскизов или рисунка. Никаких форм. Никаких образов. Никаких цветов. Никакого света. Никакого пространства. Никакого времени. Никакого формата и никаких пропорций. Никакого движения, никаких предметов и никакой темы.

## Избранные работы
- «Abstract Painting», 1958, Фукуока, музей искусств
- «Abstract Painting no.34», 1964, Вашингтон, Национальная картинная галерея
- «Abstract Painting Blue», 1951, частное собрание
- «Red Painting», 1952, Нью-Йорк, Метрополитен-музей.